# Parasopubia
Parasopubia es un género plantas fanerógamas perteneciente a la familia Scrophulariaceae. Ahora clasificada dentro de la familia Orobanchaceae. Comprende 2  especies descritas

## Taxonomía
El género fue descrito por H.-P.Hofm. & Eb.Fisch. y publicado en Bot. Jahrb. Syst. 125: 363 2004.

## Especies
- Parasopubia bonatii H.-P.Hofm. & Eb.Fisch.
- Parasopubia delphiniifolia (L.) H.-P.Hofm. & Eb.Fisch.